# Komunální volby na Slovensku 2018
Volby do orgánů samosprávy obcí na Slovensku v roce 2018 (zkráceně komunální volby v roce 2018) byly volby zastupitelů zastupitelstev, starostů obcí a městských částí a primátorů, které se konaly v sobotu 10. listopadu 2018.
Volební účast dosáhla hodnoty 48,67 %, což představuje mírný nárůst oproti 48,34 % ve volbách v roce 2014. Nejvyšší účast byla v Prešovském kraji (53,18 %), nejnižší v Bratislavském (43,74 %). Volby se konaly ve 2 919 obcích, celkově byl starosta zvolen v 2 904 obcích, zastupitelstvo v 2 895 obcích. Nejúspěšnější při volbách starostů i zastupitelů byli nezávislí kandidáti. Nezávislí kandidáti získali 1 232 mandátů starostů, na druhém místě skončili kandidáti vládní strany SMER-SD s 592 starosty a na třetím další vládní strana SNS se 160 starosty. Nezávislí kandidáti získali 7 301 mandátů zastupitelů, SMER-SD 3 692 mandátů a třetí bylo opoziční KDH s 2 350 mandáty.
Volby byly jednokolové. Za zastupitele byli zvoleni kandidáti, kteří získali ve volebním obvodu v pořadí nejvíce platných hlasů. Za starostu nebo primátora byl zvolen ten kandidát, který získal nejvíce platných hlasů, jde tedy o volební systém relativní většiny, jehož negativem je možné velké množství propadlých hlasů (vítězi teoreticky stačí na vítězství i 10 % hlasů, přičemž 90 % pro jiné kandidáty propadne). Při rovnosti hlasů se podle zákona provedou nové volby. Právo volit do orgánů samosprávy obce má plnoletý obyvatel obce, který v ní má trvalý pobyt.

## Volební fakta
V 762 městech a obcích bylo o osobě starosty nebo primátora rozhodnuto ještě před konáním. V těchto obcích se do voleb přihlásil jen jeden kandidát, kterému stačilo volit za sebe. V tomto předkole zvítězili nejvíce nezávislí (263) před stranami SMER-SD (192) a stranou SMER-SD v koalici s SNS (55 postů). V obcích Ondavka, Jurková Voľa, Girovce, Dubno a Michalková nekandidoval nikdo.

## Výsledky
Průběžné výsledky začal Statistický úřad Slovenské republiky zveřejňovat po 22. hodině na stránce volbysr.sk a aktualizované byly přibližně v desetiminutových intervalech.

### Starostové krajských měst
| Město           | Zvolený kandidát | Politická podpora            | Počet hlasů    |
| --------------- | ---------------- | ---------------------------- | -------------- |
| Banská Bystrica | Ján Nosko        | Nezávislý                    | 18 281 (75,2%) |
| Bratislava      | Matúš Vallo      | PS, SPOLU                    | 58 578 (36,5%) |
| Košice          | Jaroslav Polaček | SaS, KDH, SMK-MKP, NOVA, OKS | 29 157 (43,3%) |
| Nitra           | Marek Hattas     | Nezávislý                    | 12 385 (42,3%) |
| Prešov          | Andrea Turčanová | KDH, OĽaNO, NOVA             | 14 205 (45,7%) |
| Trenčín         | Richard Rybníček | Nezávislý                    | 13 855 (72,4%) |
| Trnava          | Peter Bročka     | Nezávislý                    | 12 731 (62,8%) |
| Žilina          | Peter Fiabáne    | SME RODINA, SaS, OĽaNO       | 13 876 (48,1%) |

### Počet a podíl zvolených starostů a primátorů podle politických subjektů
| Politické seskupení                | Podíl mandátů v % | Počet mandátů |
| ---------------------------------- | ----------------- | ------------- |
| Nezávislí kandidáti                | 42,42%            | 1232/2904     |
| SMER-SD                            | 20,38%            | 592/2904      |
| SNS                                | 5,50%             | 160/2904      |
| KDH                                | 5,40%             | 157/2904      |
| Koalice SNS a SMER-SD              | 4,88%             | 142/2904      |
| MOST-HÍD                           | 4,37%             | 127/2904      |
| SMK-MKP                            | 3,96%             | 115/2904      |
| Koalice MOST-HÍD, SNS a SMER-SD    | 1,54%             | 45/2904       |
| Koalice MOST-HÍD a SMER-SD         | 1,41%             | 41/2904       |
| Koalice MOST-HÍD a SMK             | 1,31%             | 31/2904       |
| Ostatní politické strany a koalice | 9,02%             | 262/2904      |

### Počet a podíl zvolených poslanců podle politických subjektů
| Politické seskupení                | Podíl mandátů v % | Počet mandátů |
| ---------------------------------- | ----------------- | ------------- |
| Nezávislí kandidáti                | 35,36 %           | 7301/20646    |
| SMER-SD                            | 17,88 %           | 3692/20646    |
| KDH                                | 11,38 %           | 2350/20646    |
| SNS                                | 8,12 %            | 1678/20646    |
| SMK-MKP                            | 6,04 %            | 1248/20646    |
| MOST-HÍD                           | 4,43 %            | 915/20646     |
| Koalice SNS a SMER-SD              | 1,41 %            | 292/20646     |
| SPOLU                              | 1,38 %            | 285/20646     |
| Koalice OĽaNO a SaS                | 0,83 %            | 172/20646     |
| NK                                 | 0,73 %            | 151/20646     |
| Ostatní politické strany a koalice | 12,85 %           | 2562/20646    |